# Oborona Sevastopolja
Oborona Sevastopolja (ryska: Оборона Севастополя, fritt översatt: Sevastopols försvar) är en rysk stumfilm från 1911, regisserad av Aleksandr Chanzjonkov och Vasilij Gontjarov. Filmen är den första ryska fullängdsfilmproduktionen.
Handlingen utspelar sig under Krimkriget och spelades in på Krimhalvön på samma platser som de verkliga händelserna utspelat sig vid belägringen av Sevastopol (1854), med deltagande av trupper och Svartahavsflottan och lokala invånare.

## Rollista
- Andrej Gromov - amiral Pavel Nachimov
- Ivan Mosjoukine - amiral Vladimir Kornilov
- Arsenij Bibikov - greve Eduard Totleben
- Boris Borisov
- Pavel Birjukov
- Boris Gorin-Gorjainov
- Olga Petrova - marketenterska
- Nikolaj Semjonov - Kosjka, matros
- Valentina Arentsvari - kejsarinnan Eugénie av Frankrike
- Aleksandra Gontjarova
- Vladimir Maksimov [5]